# Eugenia hurlimannii
Eugenia hurlimannii là một loài thực vật có hoa trong Họ Đào kim nương. Loài này được Guillaumin mô tả khoa học đầu tiên năm 1962.